# Robert Změlík
Robert Změlík (* 18. dubna 1969, Prostějov) je český sportovec a podnikatel. Byl atletický vícebojař a první československý olympijský vítěz v desetiboji z olympiády 1992 v Barceloně. Po něm se to zatím povedlo pouze Romanovi Šebrlemu v Athénách 2004.
Jeho osobním rekordem v desetiboji je 8627 bodů z roku 1992 v Götzisu a v halovém sedmiboji 6228 bodů z roku 1997 (v obou případech bývalé národní rekordy). Na olympijských hrách v Atlantě v roce 1996 obsadil ve velmi kvalitním závodě celkové 7. místo.
Mezi jeho další sportovní úspěchy patří stříbrná medaile z mistrovství světa juniorů v roce 1988, stříbrná medaile z halového mistrovství Evropy v roce 1992 a zlatá medaile z halového mistrovství světa v Paříži v roce 1997. Zdaleka největším úspěchem je ale zlatá olympijská medaile z Barcelony 1992. Svou kariéru Robert Změlík ukončil velmi brzy, již ve svých 29 letech, roku 1998.
Po ukončení kariéry Změlík podnikal. Založil firmu Starlife, která na bázi multi-level marketingu prodávala potravinové doplňky a roku 2022 zkrachovala s dluhem okolo 900 milionů korun. Jedno volební období byl také radním v Hostivici za hnutí ANO 2011.

## Osobní rekordy

### Desetiboj
| Disciplína | 100 m   | Dálka  | Koule   | Výška  | 400 m   | 110 m př. | Disk    | Tyč    | Oštěp   | 1 500 m      | Body                |
| Výkon      | 10,55 s | 809 cm | 14,83 m | 211 cm | 48,20 s | 13,72 s   | 46,02 m | 540 cm | 67,20 m | 4:21,24 min. | 8 627 (Götzis 1992) |
| ---------- | ------- | ------ | ------- | ------ | ------- | --------- | ------- | ------ | ------- | ------------ | ------------------- |

### Sedmiboj
| Disciplína | 60 m   | Dálka  | Koule   | Výška  | 60 m př. | Tyč    | 1 000 m      | Body               |
| Výkon      | 6,96 s | 783 cm | 14,51 m | 211 cm | 7,88 s   | 520 cm | 2:42,41 min. | 6 228 (Paříž 1997) |
| ---------- | ------ | ------ | ------- | ------ | -------- | ------ | ------------ | ------------------ |